# Чили (группа)
«Чили» (ранее «Чи-Ли» и CHI-LLI) — российская музыкальная группа, основанная в 2002 году. Солисткой коллектива является Ирина Забияка.

## История группы
Первоначально группа назвалась «Скрим», а фронтменом являлся Сергей Карпов. Карпов услышал Забияку, когда та выступала в университете, где обучалась, и пригласив её в свой коллектив, где она сперва играла второстепенную роль. В дальнейшем группа была переименована в «Рио», а в 2002 году музыканты записали свой первый альбом.
В 2005 году коллектив был реорганизован — Ирина Забияка стала его солисткой, а названием группы стало её детское прозвище «Чи-Ли». По воспоминаниям певицы, прозвище она получила в детстве, по своим рассказам о стране Чили — где, как она думала, жил и погиб её отец.
Первое выступление реорганизованной группы состоялось 10 июня 2006 года в клубе «Ленинград».
В этом же году группой «Чи-Ли» был записан альбом «Преступление», состоящий из 12 песен. А 18 сентября состоялась презентации альбома в клубе «Офис». Летом в эфир MTV Россия выходит клип группы на песню «Лето», который принёс группе популярность.
В конце 2013 года группа расторгает контракт с музыкальным лейблом Velvet Music и меняет стилизацию названия на «Chil-Li», чтобы избежать в будущем возможных исков со стороны лейбла.
В мае 2024 года группа стала участницей нового сезона шоу «ВИА Суперстар» на телеканале НТВ.

## Дискография
- 2002 — Первый альбом группы «Рио»[1]
- 2006 — «Преступление»
- 2007 — «Лето преступление»
- 2008 — «Сделано в Чили»
- 2010 — «Время петь!»
- 2015 — «В голове ветер»